# Jakup Mato
Jakup Mato (ur. 16 września 1934 we Fterrze, zm. 30 sierpnia 2005 w Tiranie) – albański nauczyciel i filolog, redaktor naczelny czasopisma Mësuesi.

## Życiorys
W 1959 roku ukończył studia na Uniwersytecie Tirańskim. Po ich ukończeniu był nauczycielem, a następnie dyrektorem szkoły w miejscowości Kuç.
W latach 70. pracował w albańskim Ministerstwie Edukacji i Kultury.
Był dyrektorem Uniwersytetu Sztuk w Tiranie i wykładowcą na Uniwersytecie Tirańskim.

## Twórczość[3][2]
- Risi të letërsisë shqiptare të realizmit socialist (1983)
- Paradokset e satirës dhe të humorit (2000) ISBN 99927-1-267-8
- Imazhe, kode dhe kumte : procesi krijues dhe komunikimi artistik (2001-2002) ISBN 99927-761-8-8
- Rrjedhave të artit paraprofesionist : shoqerite artistike te periudhes se pavaresise (2004) ISBN 99943-614-2-2
- Poetika e dramaturgjisë dhe mendimi estetik : (1901-1939) (2005) ISBN 99943-763-2-2

### Eseje[2]
- Era e tokës (1966)
- Prozë e shkurtër, probleme të mëdha (1967)
- Shënime mbi vëllimin me tregime "Një pushkë më shumë" (1967)
- Për një pasqyrim më të thellë e më të gjerë të dukurive tipike (1969)
- Detaji dhe mendimi filozofik: "Rrugëve të kantiereve" (1972)
- Kronikë në gur dhe disa tendenca të romanit tonë (1972)
- Artikuj dhe studime per letërsinë e sotme shqipe (1974)
- Ansambli Shtetëror i Këngëve dhe Valleve Popullore shqiptare në Suedi e Norvegji (1976)
- Sukses i madh i artit tonë në vendet skandinave (1976)
- Romani "Komisari Memo" (1980)
- "Humori dhe satira në poezinë e Ismail Kadaresë (1987)
- Disa tipare të satirës së Migjenit (1988)
- Përmes botës së brendshme të personazheve. Balada e Kurbinit (1988)
- Poetika e komikes (1988)
- Folklordaki mizah ve hiciv artistik araclarinin niteligi (1991)
- Instituti shqiptar për studime dhe arte (1995)
- Satirë kundër dhunës nacionale (1995)
- Gjergj Fishta për artin (1996)
- Letërsia si e tillë (1996)
- Rreth komedive të Kristo Floqit (1996)
- Miniaturat e librave të dorëshkruar – vlera të mëdha artistike (1997)
- Polemika: Konica-Noli në vitet 1920–30 (1997)
- Migrimi i të qeshurës, ose kur popujt qeshin njëlloj (1998)
- Vështrim historik mbi institucionet shkencore shqiptare. Nga idetë dhe projektet e para deri në vitin 1944 (1998)